# كازاتومبروم
كازاتومبروم، هي شركة منجمية في كازاخستان، تأسست في عام 1997، وهي مملوكة من قبل الحكومة الكازاخية ببنسبة 100٪. مع 26،000 موظف، تعد الشركة أكبر منتج لليورانيوم في العالم.
وتستغل الشركة اثني عشر مناجما لليورانيوم في عام 2007. وفي عام 2010، أنتجت 17803 أطنان على الأقل من اليورانيوم من 18 منجما وأصبحت رائدة على مستوى العالم في مجال استكشاف وإنتاج وتسويق اليورانيوم من خلال العديد من اتفاقيات الشراكة مع أكبر شركات الطاقة والتجارة في العالم.